# Stemorrhages
Stemorrhages is een geslacht van vlinders van de familie van de grasmotten (Crambidae), uit de onderfamilie van de Spilomelinae. De wetenschappelijke naam van dit geslacht is voor het eerst voorgesteld door Julius Lederer in een publicatie uit 1863.

## Soorten
- S. amphitritalis (Guenée, 1854)
- S. euthalassa (Meyrick, 1934)
- S. exaula (Meyrick, 1888)
- S. glauculalis (Guenée, 1854)
- S. marthesiusalis (Walker, 1859)
- S. oceanitis (Meyrick, 1886)
- S. sericea (Drury, 1773)
- S. thetydalis (Guenée, 1854)
- S. titanicalis (Hampson, 1918)
- S. uniformis Maes, 2023